# Matthias Goebbels

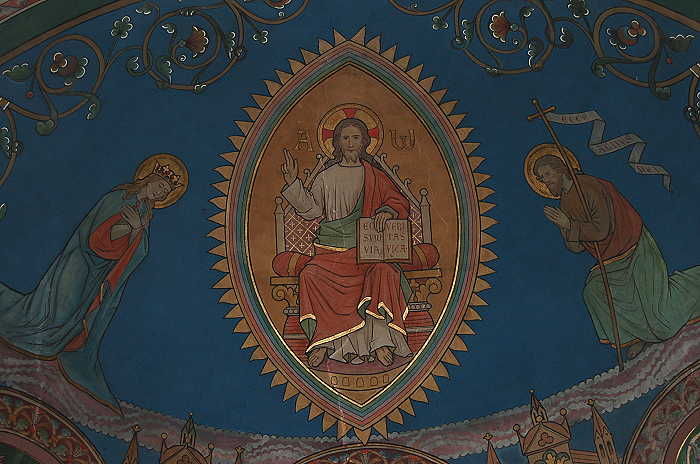
Ausmalung der St. Briktius-Kirche in Oekoven

Matthias Goebbels (Joseph Matthias Hubertus Goebbels; * 19. März 1836 in Baesweiler; † 6. September 1911 in Aachen) war 32 Jahre lang Kaplan an Sankt Maria im Kapitol in Köln und ein zu seiner Zeit bedeutender Kirchenmaler.
Die Kirche der Abtei Rolduc (Kerkrade, NL) wurde von Goebbels ausgemalt und gilt als sein Meisterwerk. Für mehr als 20 Kirchen im Rheinland hat er Ausmalungen im Stile des Historismus und der Nazarener geschaffen, die jedoch meist nicht mehr erhalten sind. Gut erhaltene Beispiele seiner Malerei finden sich neben der Abteikirche in Rolduc in St. Briktius in Oekoven und im ehemaligen Kloster Marienborn in Hoven (Zülpich). Weil sein Vater aus Siersdorf (Aldenhoven) stammte, war es ihm eine Ehre, dort die Flügel am spätgotischen Antwerpener Retabel mit Bildern aus dem Leben Jesu auszumalen. Er hat sich selbst und seine drei Schwestern auf den Bildern gemalt.
In Würdigung seiner Verdienste wurde er im Jahre 1892 zum Stiftherrn am Aachener Münster ernannt. Obwohl ihm eine Grabstätte in Aachen zustand, wollte er lieber in seinem Geburtsort begraben werden. Seine Grabstätte befindet sich auf dem Baesweiler Friedhof. Im Frühjahr 2007 wurde der Friedhofsvorplatz dort nach ihm benannt.

## Werke
Entwürfe
- Kommunionsbank (1890), St. Kunibert in Köln, verschollen[1]
- (Mitwirkung): Devotionsaltar zu Ehren der Muttergottes von der Immerwährenden Hilfe (um 1892), St. Andreas in Köln, verschollen[2]
- Altarmensa und Kartons der Glasmosaike für den Hochaltar (um 1893), Groß St. Martin in Köln, zerstört[3]